# マタイによる福音書1章
マタイによる福音書1章（またいによるふくいんしょ1しょう）は、新約聖書のマタイによる福音書の中の一章。1節から17節はイスラエルの歴史を系図を通してたどっている。旧約聖書で預言されていた救済はイエス・キリストにおいて実現したことを表しており、マタイによる福音書全体の序文として位置づけられている。18-25節はイエスの誕生物語である。

## 日本語訳
マタイによる福音書1章は25節からなる。

## 解釈
1節の「イエス・キリストの系図」は共同訳聖書では別訳として「創成の書」が示されている。ギリシア語ではΒίβλος γενέσεως(biblos genéseos)となっており、これは七十人訳聖書の創世記2章4節で使われている言葉と同じである。2-17節には系図が記されているため系図としている翻訳も多い。18節に出てくる誕生もγένεσις (genesis)であり、共同訳聖書で「創生」の別訳が示されている。

イエス・キリストの誕生がキリスト者にとっての創造の出来事であることが表現されている。

マタイが系図を詳しく記すのはエズラ記2章61-62節にあるようにユダヤの伝統で系図を保持しておくことが重視されていたことも理由として挙げられる。系図に挙げられている名前は歴代誌を基礎にして書かれているが、旧約聖書の中で名前しか記されていない者が多く、13節のアビウド以下8名は旧約聖書での言及が全く無い。そのためマタイが用いた資料には不明な部分もある。
18節からイエス・キリストの誕生の次第が描かれる。イエスはヨシュア(יְהוֹשֻׁעַ, Yehowshuwa)から来ている。
系図ではイエスがダビデの子孫であることが示されている。ヨセフに「ダビデの子」と呼びかけており、あくまでもヨセフがイエスを子として受け入れることがこの物語の前提であり、そうでなければこの系図を示した意味がなくなる。イエスがダビデの子であることが示されることによって旧約聖書で預言されていた救済がイエスによって実現することを示すと同時に旧約聖書にはない処女降誕によってユダヤ人の枠を越えた救い主としてイエスがこの世に遣わされたことが示される。

23節は七十人訳聖書のイザヤ書7章14節を引用したものである。